# Geuzenkade

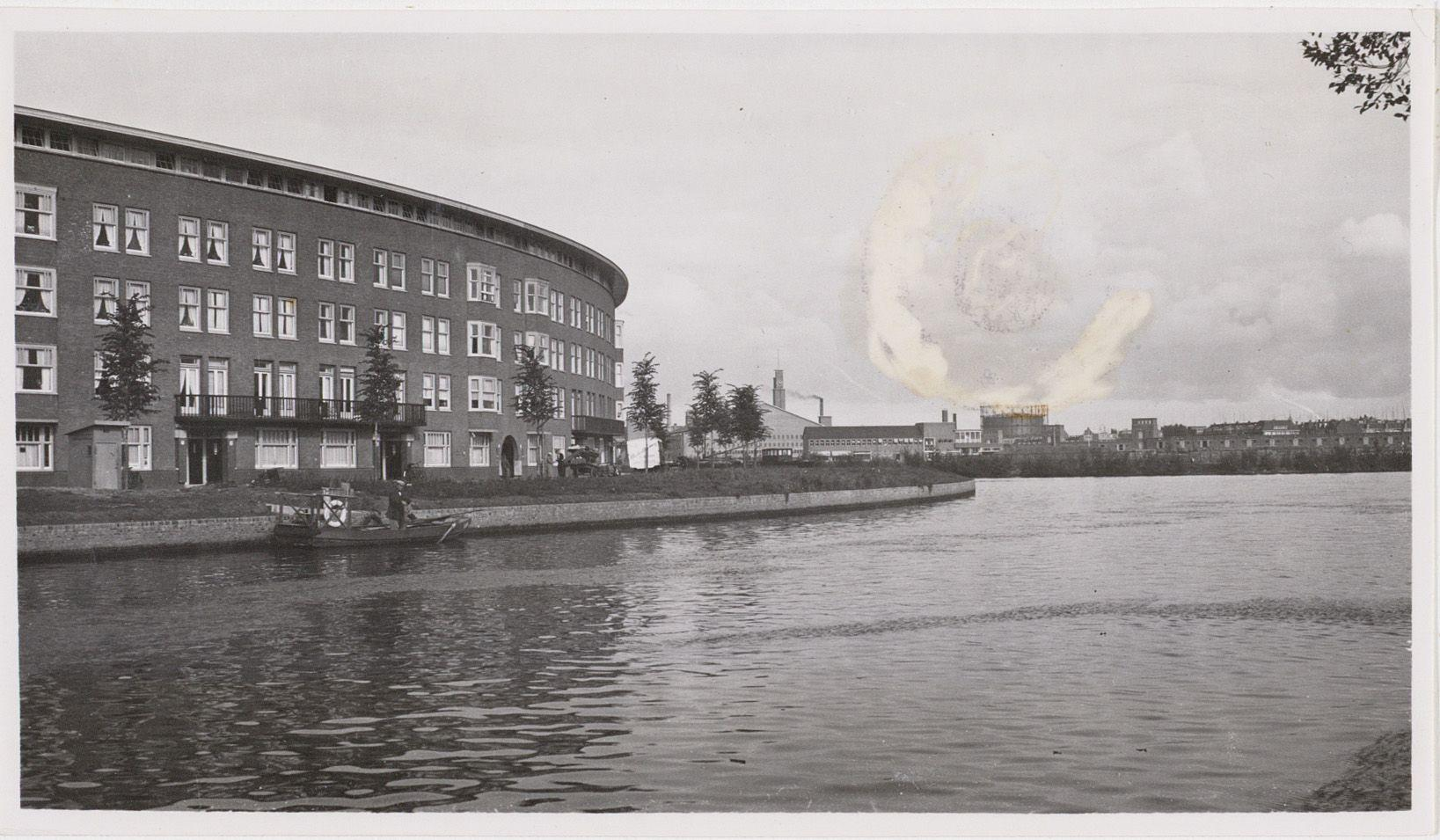
De Kostverlorenvaart, bij de samenkomst met het Westelijk Marktkanaal. Links de Geuzenkade; 1936.

De Geuzenkade is een straat in de Amsterdamse wijk de Baarsjes en dus niet, anders dan de naam doet vermoeden, in Geuzenveld. De straat is onderdeel van het Plan Landlust uit 1931.

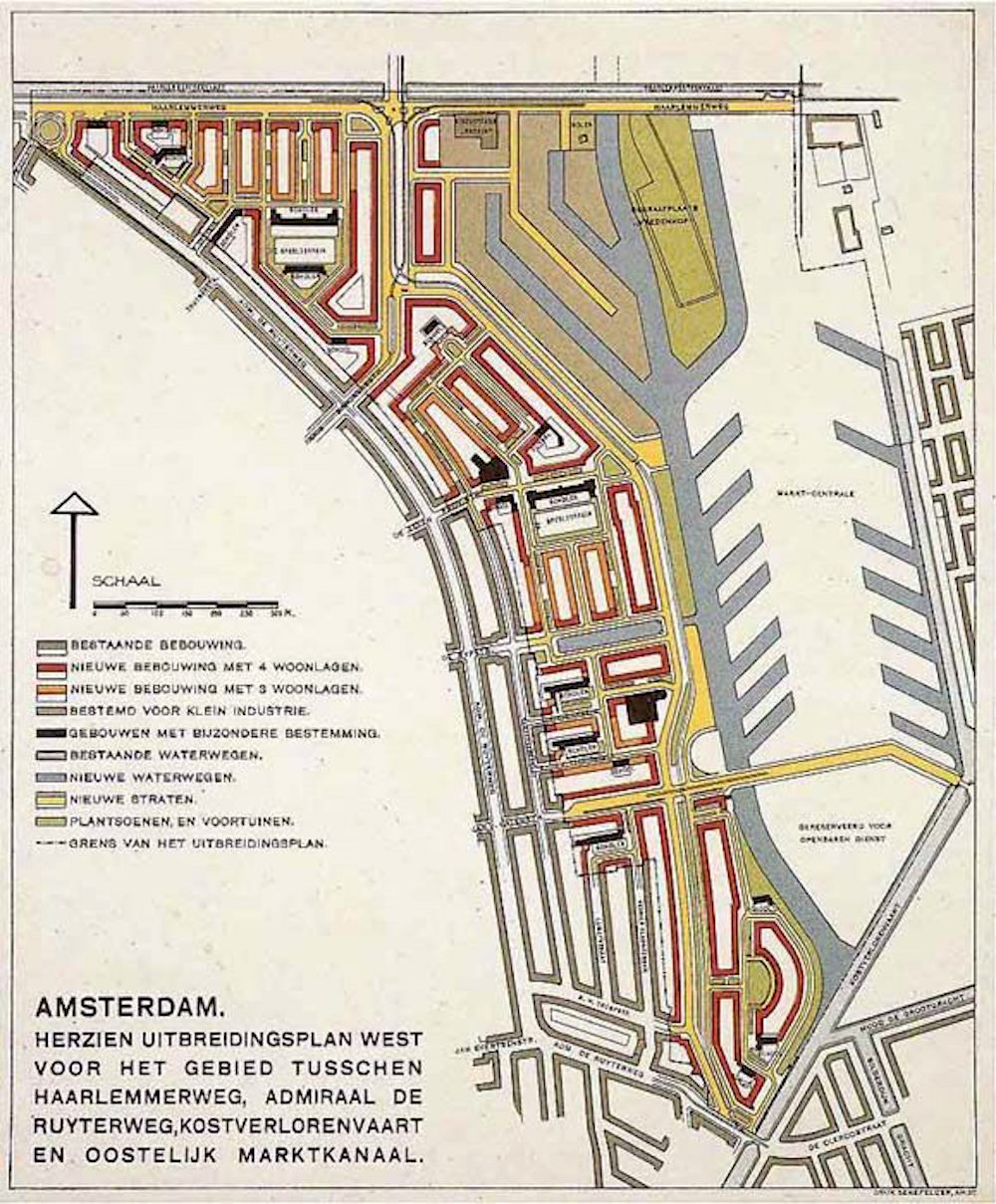
Plan Landlust 1931 in de eerste versie, nog volledig met gesloten bouwblokken.

De Geuzenkade is in de jaren dertig aangelegd en ligt op het grondgebied van de vroegere gemeente Sloten. De straat loopt voor een groot deel evenwijdig met het vroegere Slatuinenpad dat liep van de buurtschap De Baarsjes naar het dorp Sloterdijk, dwars door warmoezeniertuinen in de Baarsjespolder.
De straat loopt van noord naar zuid en ten oosten van de Willem de Zwijgerlaan en ten westen van de Kostverlorenvaart. Een deel ervan is kade langs deze vaart. De straat begint in het noorden achter de Jan van Galenstraat, waar vroeger het Hallen Theater stond, en loopt dan in een rondje over in de Geuzenstraat die weer overgaat in de Geuzenkade. Het laatste stuk van de Geuzenstraat naar de Wiegbrug heet Korte Geuzenstraat.
De straat is evenals de Geuzenstraat bij een raadsbesluit van 27 april 1933 vernoemd naar de Geuzen. Naast de Geuzenstraat bestaat ook de Korte Geuzenstraat. Deze naam werd op 27 oktober 1978 vastgesteld om de daar gelegen Oranjehof, een in 1942 voor alleenstaande werkende vrouwen gebouwd appartementengebouw, een betere adresaanduiding te geven, waarbij een vernummering voor de hele Geuzenstraat kon worden voorkomen. Tegenwoordig wonen er naast vrouwen ook mannen.
Aan de Geuzenkade ligt de Geuzenhof, een woningcomplex uit 1933-1935 met 600 woningen, gebouwd rondom een gemeenschappelijke tuin, ingericht door Mien Ruys. Het waren voor die tijd zeer moderne woningen met onder meer een douche en centrale warmwatervoorziening. Het complex werd gebouwd door Bouwbedrijf Huibert van Saane namens de N.V. Landlust en was geïnspireerd op het Karl-Marx-Hof in Wenen waar de huizen ook rond een gemeenschappelijke binnenplaats staan.
Bijzonder van de Geuzenkade is, dat precies bij de bocht, vier wateren bij elkaar komen tegenover de Kop van Jut (Kostverlorenvaart, Westelijk Marktkanaal, Hugo de Grootgracht en Bilderdijkgracht). Langs de Geuzenkade ligt een brede groenstrook en een tweetal plantsoentjes.